# Forte Bazzera
Il Forte Bazzera è una fortezza novecentesca ed ex-polveriera dell'Esercito Italiano situata nella terraferma nei pressi della località di Tessera, nella municipalità di Favaro Veneto del comune di Venezia. 
Concepito come parte del campo trincerato di Mestre e del più ampio sistema difensivo della laguna, si trova ad est di forte Marghera.

## Storia della costruzione
La struttura fu completata nel 1910, poco prima dello scoppio della prima guerra mondiale.
Abbandonato ed utilizzato come discarica, all'inizio degli anni 1990 è stato recuperato, divenendoluogo di manifestazioni culturali e un'oasi naturale tra i canali Bazzera e Osellino-Marzenego, a poca distanza dall'aeroporto Marco Polo.